# デビ・トーマス
デビ・トーマス（Debi Thomas、1967年3月25日 - ）は、アメリカ合衆国ニューヨーク州出身の女性元フィギュアスケート選手。1988年カルガリーオリンピック女子シングル銅メダリスト。アフリカ系アメリカ人。現在は医師。

## 人物
10歳のときから21歳で現役を引退するまでアレックス・マクゴワンコーチの指導を受けた。
1986年にアフリカ系アメリカ人女子選手として初めて全米選手権で優勝、続く世界選手権でも東ドイツのカタリナ・ヴィットを破り優勝した。1987年彼女はアキレス腱と両足首を負傷したまま全米選手権に出場しジル・トレナリーに次ぐ2位となったが世界選手権ではカタリナ・ヴィットと僅差の2位になった。
1987-1988年シーズンはフリーの演技でビゼーのオペラカルメンを選曲。全米選手権で2度目の優勝を果たしカルガリーオリンピックへの出場を決めた。オリンピックでは規定で2位、ショートプログラムで2位、ショートプログラムを終えた時点で順位点2.0でトーマスが1位、同じカルメンを選曲しているカタリナ・ヴィットは規定が3位、ショートプログラムが1位で順位点2.2で2位、と僅差で争う展開となり、「カルメン対決」（Battle of the Carmens）と称された。
トーマスはフリースケーティングで最終滑走者となったが、極度の緊張からかジャンプに次々とミスが重なり、フリーのみの順位では4位まで落ちてしまう（フリーの順位は1位マンリー、2位ヴィット、3位が伊藤みどりだった）。結果総合順位では金メダルのカタリナ・ヴィット（順位点4.2）、銀メダルのエリザベス・マンリー（順位点4.6）に次いで3位の銅メダル獲得（順位点6.0）に留まり、表彰式でのトーマスは笑顔のヴィット及びマンリーとは対照的に無念の表情を浮かべた。同年世界選手権での3位を最後にアマチュア引退。引退後は学業に専念し、スタンフォード大学などで学び現在は医師として活動をしている。
医師である傍ら、シカゴのインナーシティでボランティアでフィギュアスケートコーチを行っており、フィギュアスケート・スポーツ医学委員、アメリカオリンピック委員会スポーツ医学委員としてスケート界に関わっている。2000年にアメリカフィギュアスケート殿堂入りを果たし、2006年に行われたトリノオリンピックの開会式にドロシー・ハミル、エリック・ハイデン、ケリー・ストラグ、ハーシェル・ウォーカーら元オリンピック選手と共に参加した。
1991年にスタンフォード大学を卒業後、ノースウェスタン大学に進学し1997年に卒業した。

## 私生活
1986年に結婚したがその後離婚、1996年にアーカンソー大学の元アメリカンフットボール選手と結婚、1997年に息子が生まれた。

## 主な戦績
| 大会 / 年    | 1984-1985 | 1985-1986 | 1986-1987 | 1987-1988 |
| ------------ | --------- | --------- | --------- | --------- |
| オリンピック |           |           |           | 3         |
| 世界選手権   | 5         | 1         | 2         | 3         |
| 全米選手権   | 2         | 1         | 2         | 1         |

## プログラム使用曲
| シーズン  | SP                                                 | FS                                            |
| --------- | -------------------------------------------------- | --------------------------------------------- |
| 1987–1988 | Something in My House 演奏: デッド・オア・アライヴ | 歌劇『カルメン』より 作曲: ジョルジュ・ビゼー |